# Jardins de l'eau du Pré Curieux
Les jardins de l'eau du Pré Curieux sont situés entre les communes d'Évian-les-Bains et de Publier. Ils font partie des sites touristiques dans le Chablais français en Haute-Savoie. 

## Présentation
Terminé en 2002, le parc traite des rapports entre l'eau et les végétaux et cela sous différentes formes. Depuis les plantes que l'on appelle flottantes, telles que les nénuphars, jusqu'aux plantes de berges en passant par les prairies fraîches et humides. L'arrivée se fait uniquement depuis le lac (pour éviter le stationnement des véhicules dans le parc). 
Le bateau solaire que l'on prend depuis les quais d'Évian-les-Bains nous amène à un ponton devant la maison. Débarqué sur la terrasse engazonnée, nous avons l'impression d'être accueilli chez le propriétaire de la maison. En effet, dans le jardin, ce sont des dimensions d'aménagement "domestiques", celles d'un jardin privé : les chemins, les terrasses, les escaliers, les plantes… La propriété a été abandonnée durant plusieurs dizaines d'années, mais a conservé les éléments caractéristiques des grandes propriétés du bord du lac Léman. 
La première rampe nous amène au jardin des eaux calmes. Réalisé sur une ancienne roseraie, une série de bassins, alimentés par une lame d'eau, accueille des lotus, des nénuphars ou des pontaderia. Bordés par un ourlet de vieux pins, ces bassins s'appuient sur un fond de mélèzes. Les bordures végétales, qui cadrent ce lieu, renvoient aux mélanges fournis des jardins de la fin du XIXè, début du XXe siècle. Une rampe nous porte vers le petit carré sud. Au-dessus de la maison, ce petit jardin a conservé son ancienne structure. les végétaux sont d'ambiance méditerranéenne. Il rappelle que les maisons de la rive sud du lac Léman tourne leur façade principale plein nord. Le sentier se glisse sous des arceaux d'ifs (datant de l'installation du premier jardin, et s'élève jusqu'au petit étang. Ce dernier construit à la place de l'ancien tennis, est alimenté par le ruisseau traversant la propriété et par un pompage dans le lac. Le profil de ses rives lui permet de déborder dans un ensemble de prairies fraîches et humides, jusqu'à aboutir à un petit marais. De gestion très légère, cette partie du jardin accueille les plantes lacustres qui trouve là un des derniers refuges d'un lac aux rives urbanisées. Il suffit de s'élever de quelques mètres, franchir le ruisseau et redescendre le long d'une rivière aux berges plantées pour atteindre le delta et le lac. Un sentier ondulant le long du lac, ouvert sur le panorama de la côte vaudoise, ramène à la maison. 
Une visite dans le bâtiment permet de découvrir le système de l'"impluvium" d'Évian, le rôle des marais du plateau de Gavot (situés vers la dent d'Oche), ainsi qu'une présentation du jardin.
Le jardin alterne, durant le parcours de découverte, les visions sur le paysage très ouvert du lac, et les visions plutôt centrées sur les plantes dans les différents jardins. C'est un des rares parcs de haute-Savoie proposant une approche botanique et sensible du végétal, dans lequel une large place est laissé aux dynamiques végétales et aux évolutions naturelles. Seul le risque d'envahissement par une espèce dominante est surveillée. La diversité des milieux, la présence abondante d'eau permet aux végétaux de se développer, à la palette végétale de s'étoffer et à la faune de devenir chaque année de plus en plus diversifié. 
Laurent Daune, architecte-paysagiste, concepteur du parc, et de Philippe Hébert, concepteur lumière, a su maintenir les qualités du lieu (le "genius loci") et développer un jardin en rapport avec les attentes des propriétaires et des gestionnaires, parmi ceux-ci le conservatoire du littoral. Toutes les parties du jardin ont été réalisées en maintenant le caractère des lieux et en les faisant évoluer vers leurs nouvelles utilisations. C'est ainsi qu'une alcôves d'ifs, taillée très sévèrement à la reprise du jardin commence à retrouver sa beauté, que le mélezins compose un fond changeant aux bassins et enfin, que les pins et le hêtre pleureur, sur la terrasses du lac offrent des points de repère aux bateaux.
Il regroupe sur 3,50 hectares au bord du Lac Léman : 
- un jardin d'eau qui se compose de 3 parties: des bassins d'eaux calmes plantés d'une collection de nénuphars, les prairies humides et fraiche et une rivière et ses plantations de berges.
- un espace de présentation de la flore et de la faune typique des zones humides de montagne ;
- un espace d'animation pédagogique.

## Particularité
Sa situation entre la rive du Lac et une importante mais étroite route nationale, ne permet pas un accès « classique ».
Pour visiter ce jardin, il faut emprunter un bateau mû par l'énergie solaire, qui fait la navette entre le jardin et le ponton qui se trouve en face du casino d'Évian.
Au charme de ce jardin, s'ajoute celui d'une mini-croisière sur le Lac Léman sur un bateau silencieux. Cette méthode d'accès permet de retrouver l'idée des grandes propriétés du bord du lac Léman.